# Françoise Sullivan

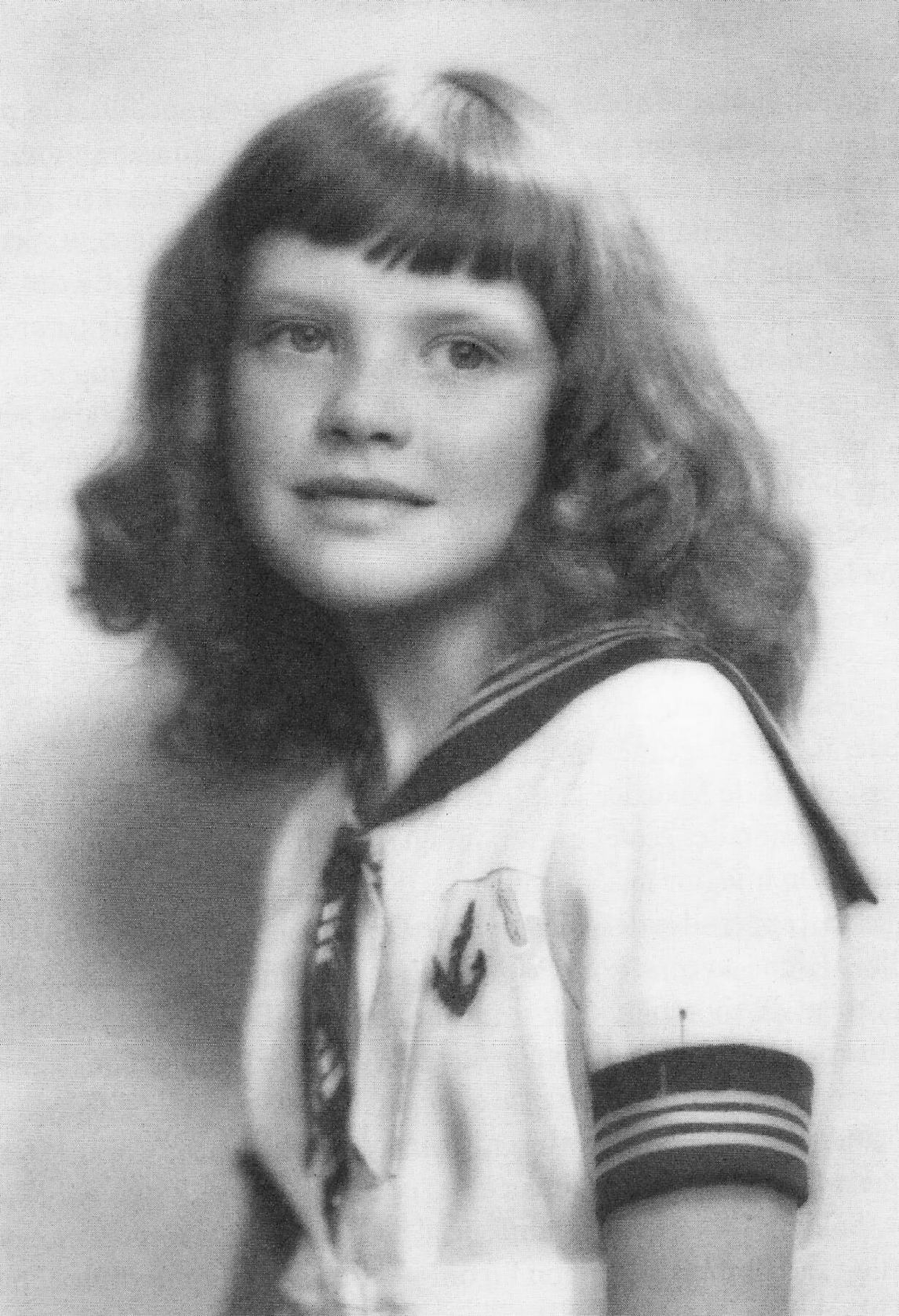
Francoise Sullivan (1936)

Françoise Sullivan (* 10. Juni 1923 in Montreal) ist eine kanadische Malerin, Bildhauerin, Tänzerin und Choreographin.

## Werden und Wirken
Sullivan studierte von 1940 bis 1944 an der École des beaux-arts de Montréal. Ihre ersten Bilder waren vom Fauvismus und Kubismus geprägt. Durch Paul-Émile Borduas kam sie mit der Gruppe der Automatisten in Montreal in Kontakt. Der Kunsthistoriker Maurice Gagnon wählte ihre Werke für die dem Automatismus gewidmete Ausstellung Les Sagittaires 1943 in der Dominion Gallery aus.
Von 1945 bis 1946 studierte Sullivan modernen Tanz in New York bei Franziska Boas, der Tochter des Anthropologen Franz Boas, kurze Zeit auch bei Martha Graham und Louis Horst. 1948 veröffentlichte sie den Essay La danse et l'espoir, der in das Manifest Refus global der Automatistengruppe und Borduas aufgenommen wurde. Ihr Auftritt mit ihrer Tanzpartnerin Jeanne Renaud 1948 im Ross House gilt als Gründungsveranstaltung des modernen Tanzes in Québec.
1949 heiratete Sullivan den Maler Paterson Ewen. Zwischen 1952 und 1956 arbeitete sie als Choreographin und Tänzerin für das Fernsehen der CBC. Ende der 1950er Jahre wandte sie sich unter Anleitung von Armand Vaillancourt der Bildhauerei zu und lernte Schweißen an der École technique de Lachine. 1960 nahm sie einen dreimonatigen Kurs in Bildhauerei bei Louis Archambault an der École des Beaux-arts. Für die Expo 67 schuf sie eine Monumentalplastik. Seit Ende der 1960er Jahre experimentierte sie mit dem Material Plexiglas. 1976 begann ihre Zusammenarbeit mit dem Bildhauer David Moore.

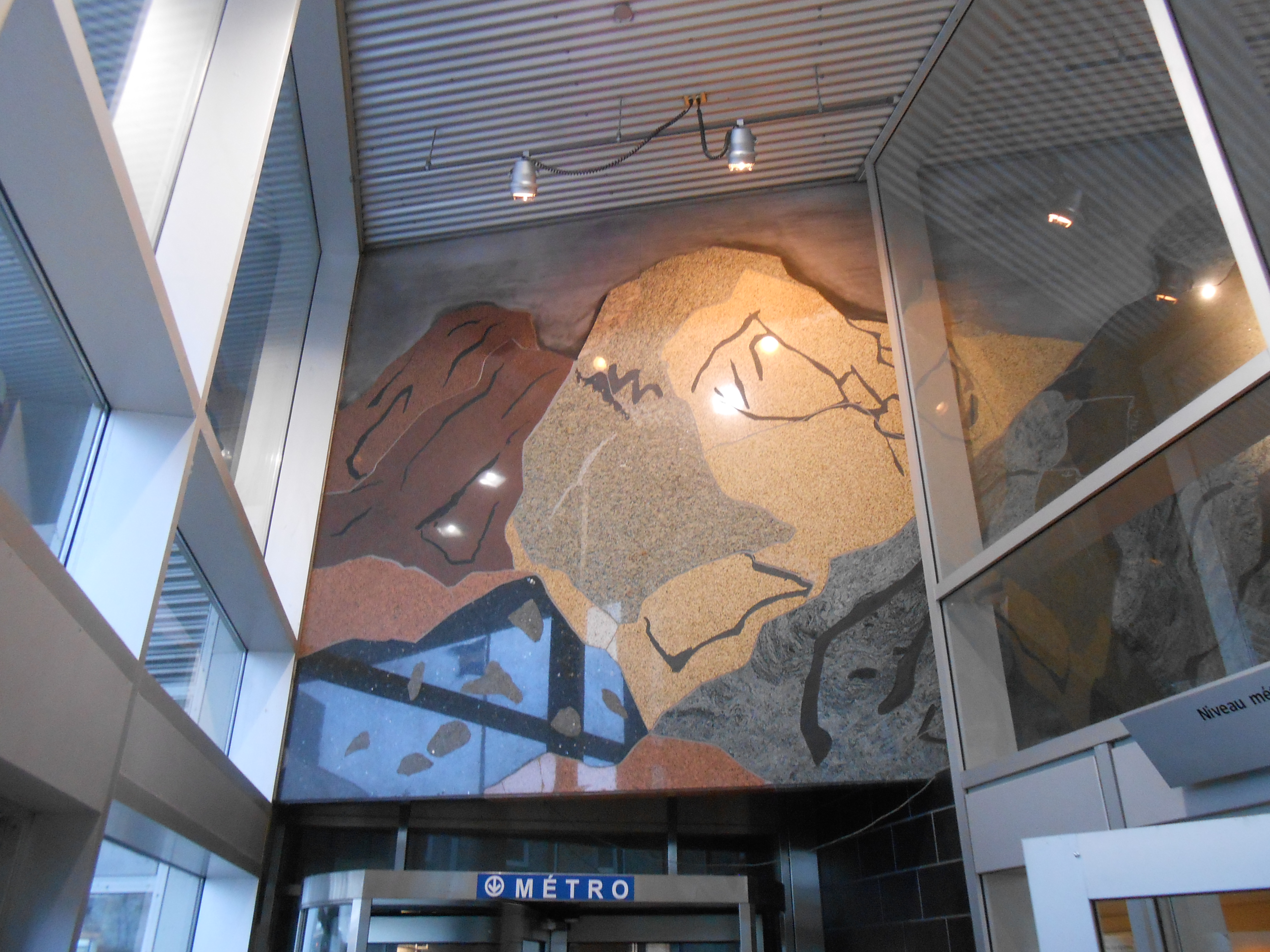
Montagnes

In den 1980er Jahren wandte sich Sullivan wieder der Malerei zu, und zwischen 1982 und 1994 entstandenen mehrere Gemäldezyklen, die als Höhepunkt ihres Schaffens auf diesem Gebiet angesehen werden. 1997 entstand die Granitplastik Montagnes für den Wissenschaftspavillon der University of Québec, die ihr 2000 einen Ehrendoktortitel verlieh.
Seit 1997 unterrichtet Sullivan Tanz an der Concordia University. 2001 wurde sie zum Mitglied des Order of Canada ernannt. Das Musée des beaux-arts de Montréal zeigte 2003 eine Retrospektive ihrer Werke.

## Preise und Auszeichnungen
- 1943 Maurice-Cullen Prize
- Für ihre Skulptur Chute concentrique erhielt sie 1963 den Prix du Québec
- 1987 erhielt sie für ihr Werk den Prix Paul-Émile-Borduas
- 2000 Ehrendoktorwürde der Universität Quebec
- 2002 Ritter des Ordre national du Québec
- 2005 erhielt sie einen der Governor General’s Awards, den für visuelle und mediale Kunst.
- 2009 Offizier des Order of Canada

## Werke (Auswahl)
| - Dance in the Snow, 1948 - Rose Latulippe, Fernsehballett, 1953 | - Chute concentrique, 1963 - Montagnes, 1997 | - Tête amérindienne II, 1941 - Tondos -- Cycle crétois - Prométhée - Agora - Vestiges au Mont Nemrut |

## Werke in öffentlichen Sammlungen
- Musée d’art contemporain de Montréal